# Université du Minnesota à Duluth
L'université du Minnesota à Duluth  (en anglais, University of Minnesota - Duluth) est une composante de l'université du Minnesota qui se situe dans la ville de Duluth.

## Anciens étudiants devenus notoires
Parmi les anciens étudiants de cette université, peuvent être cités Brian Kobilka, qui a reçu le prix Nobel de chimie en 2012, Amit Singhal, informaticien, qui a dirigé l'équipe de recherche de Google pendant 15 ans,  Williametta Saydee-Tarr, ministre du Liberia ou encore Cheryl Diaz Meyer, qui a remporté le prix Pulitzer de la photographie. Cette université a également produit des joueurs de hockey professionnels, dont John Harrington et Mark Pavelich.